# Taj Pul
Taj Pul là một thị trấn thống kê (census town) của quận South thuộc bang Delhi, Ấn Độ.

## Nhân khẩu
Theo điều tra dân số năm 2001 của Ấn Độ, Taj Pul có dân số 58.220 người. Phái nam chiếm 56% tổng số dân và phái nữ chiếm 44%. Taj Pul có tỷ lệ 69% biết đọc biết viết, cao hơn tỷ lệ trung bình toàn quốc là 59,5%: tỷ lệ cho phái nam là 77%, và tỷ lệ cho phái nữ là 59%. Tại Taj Pul, 17% dân số nhỏ hơn 6 tuổi.